# Gunsta
Gunsta är en tätort i Funbo socken, Uppsala kommun, belägen vid länsväg 282 cirka 11 kilometer vägavstånd öster om Uppsala. 
I Gunsta har museijärnvägen Lennakatten en hållplats.

## Historia
Gunsta är känd i skriftliga handlingar första gången 1355 ('in Gunsta'). 1395-1429 fanns två tiondepliktiga bönder i byn med undantag för 1425 då de var tre. 1429 fanns vid sedan av de båda tiondepliktiga hushållen ytterligare två hushåll i byn. 1541-69 omfattade Gunsta 2 mantal skatte.

### Befolkningsutveckling
| Befolkningsutvecklingen i Gunsta 1970–2020 | Befolkningsutvecklingen i Gunsta 1970–2020 | Befolkningsutvecklingen i Gunsta 1970–2020 | Befolkningsutvecklingen i Gunsta 1970–2020 | Befolkningsutvecklingen i Gunsta 1970–2020 |
| ------------------------------------------ | ------------------------------------------ | ------------------------------------------ | ------------------------------------------ | ------------------------------------------ |
|                                            |                                            |                                            |                                            |                                            |
| År                                         |                                            |                                            | Folkmängd                                  | Areal (ha)                                 |
| 1970                                       | 1970                                       |                                            | 286                                        |                                            |
| 1975                                       | 1975                                       |                                            | 244                                        |                                            |
| 1980                                       | 1980                                       |                                            | 258                                        |                                            |
| 1990                                       | 1990                                       |                                            | 268                                        | 29                                         |
| 1995                                       | 1995                                       |                                            | 374                                        | 30                                         |
| 2000                                       | 2000                                       |                                            | 368                                        | 30                                         |
| 2005                                       | 2005                                       |                                            | 371                                        | 30                                         |
| 2010                                       | 2010                                       |                                            | 380                                        | 30                                         |
| 2015                                       | 2015                                       |                                            | 611                                        | 92                                         |
| 2020                                       | 2020                                       |                                            | 868                                        | 98                                         |
| Anm.: Ny tätort 1970                       |                                            |                                            |                                            |                                            |